# How They Got the Vote
How They Got the Vote è un cortometraggio muto del 1913 scritto e diretto da Ashley Miller.

## Trama
Trama di Moving Picture World synopsis in (EN)  su IMDb

## Produzione
Il film fu prodotto dalla Edison Company.

## Distribuzione
Distribuito dalla General Film Company, il film - un cortometraggio di 190,5 metri - uscì nelle sale cinematografiche statunitensi il 1º gennaio 1913. Nel Regno Unito, venne distribuito il 26 marzo 1913.
Nelle proiezioni, veniva programmato con il sistema dello split reel, accorpato in un'unica bobina con un altro cortometraggio prodotto dalla Edison, il documentario Yosemite National Park and Big Trees of California.